# Dohlenkrebs
Der Dohlenkrebs (Austropotamobius pallipes) ist eine in Süd-, West- und Mitteleuropa heimische Art der Flusskrebse (Astacidae). In Deutschland ist er der seltenste einheimische Flusskrebs, da er lediglich im Südwesten von Baden-Württemberg vorkommt und dort seine nordöstliche Verbreitungsgrenze erreicht. Der Dohlenkrebs ist die Schwesterart des Steinkrebses und unterscheidet sich von diesem durch deutliche Dornen hinter der Nackenfurche. Er ist durch Lebensraumverlust und Gewässerverschmutzung sowie durch invasive, nicht-heimische Flusskrebse und die Krebspest in seinem gesamten Verbreitungsgebiet gefährdet. In Deutschland gilt der Dohlenkrebs als vom Aussterben bedroht (Rote Liste Kategorie 1).

## Beschreibung
Die Färbung ist bräunlich. Die Scheren des Dohlenkrebses sind breit und kräftig. Die Oberseite ist meist in einem dunklen Schokoladenbraun, die Unterseite der Scheren ist eher weißlich. Hinter der Nackenfurche befinden sich zwei bis drei deutlich sichtbare Dornen und nur ein Paar Augenleisten. Die Rückenfurchen ziehen sich getrennt voneinander von der Nackenfurche bis zum hinteren Rand des Brustpanzers. Die Seiten vor der Nackenfurche sind glatt. Er wird bis zu 10 cm lang. Er hat abgeplattete Endglieder, die einen Schwanzfächer bilden.

### Geschlechtserkennung
Weibchen bleiben deutlich kleiner als die Männchen. Die Männchen haben (wie alle Astaciden) nicht nur Geschlechtsöffnungen zwischen dem fünften Beinpaar, sondern auch Begattungsgriffel (Gonopoden). Bei Weibchen sieht man Geschlechtsöffnungen (Gonoporen) am 3. Beinpaar. Auch ist das Abdomen (Schwanzsegment) bei den Weibchen deutlich breiter als bei den Männchen.

## Systematik

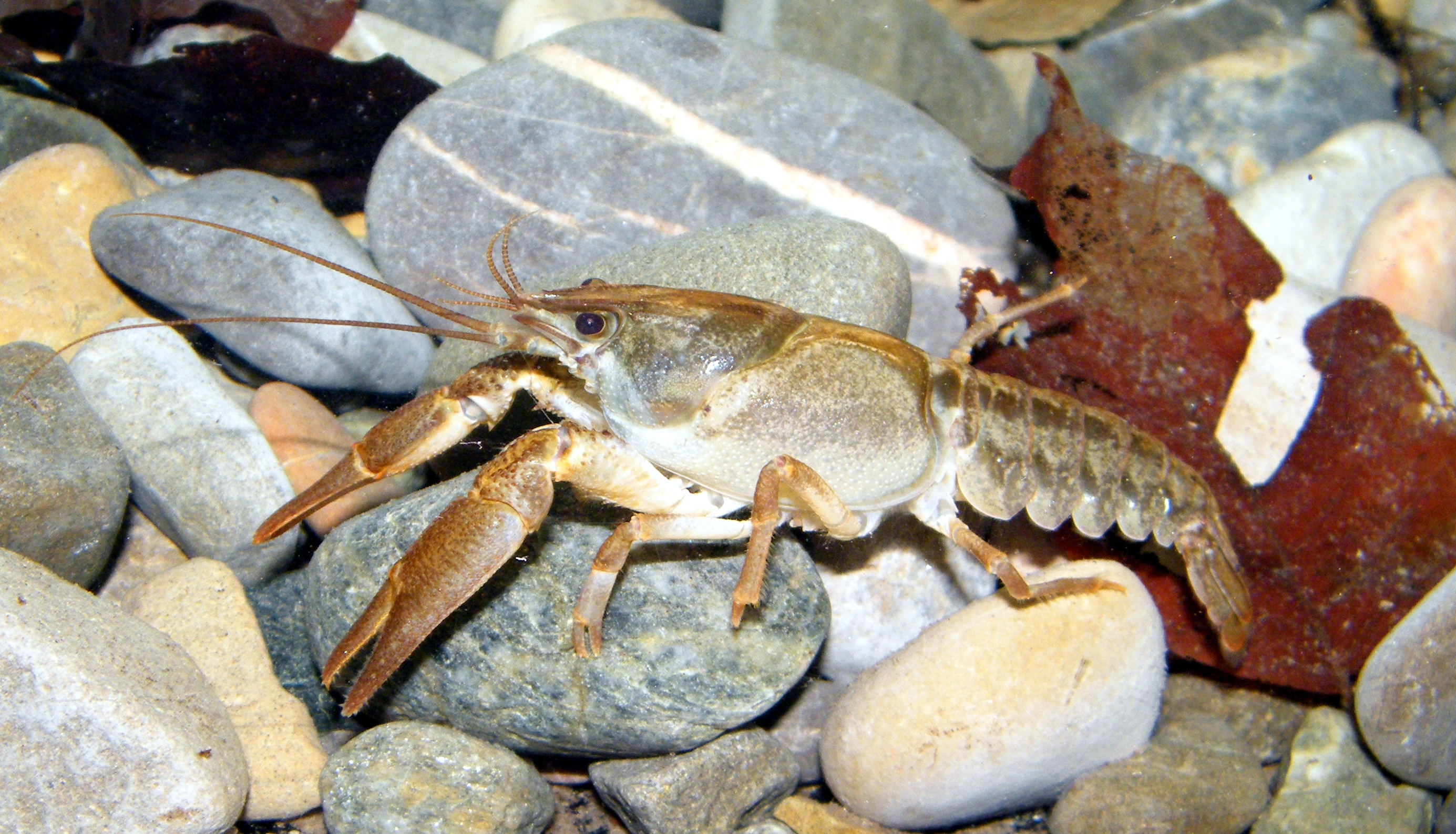
Italienischer Dohlenkrebs (Austropotamobius italicus)

Der Dohlenkrebs stellt einen Artkomplex dar, der eventuell mehrere Arten und Unterarten umfasst. Jüngere molekulargenetische und morphologische Studien bestätigen eine Aufspaltung in zwei Formen mit unsicherem Artstatus: Austropotamobius (p.) pallipes und A. (p.) italicus. Austropotamobius (p.) pallipes umfasst die von Lereboullet ursprünglich beschriebene Form (Nominatform) und ist vorwiegend in Frankreich, England, Südbaden und der Nordwestschweiz verbreitet. Austropotamobius (p.) italicus ist eine südeuropäische Form die in Italien, Südfrankreich, der Südschweiz, Istrien und entlang der Dalmatinischen Küste vorkommt. Die Dohlenkrebs-Bestände auf der iberischen Halbinsel gehören auch zu A. (p.) italicus, gehen aber möglicherweise auf eine historische Verschleppung, vermutlich aus dem norditalienischen Raum, zurück. Im Westen Österreichs existiert ebenfalls eine allochthone Population von A.( p.) italicus, die den dort autochthonen Steinkrebs lokal verdrängt.

## Lebensraum
Der Dohlenkrebs hat eine sehr breite Temperaturtoleranz. Er kommt in Gewässern vor, die Sommertemperaturen von 10 °C bis zu 24 °C aufweisen. Sein Lebensraum reicht von kleinen Bächen bis zu sumpfig-moorigen Stillgewässern. Er ist auch bei seinen Wohnhöhlen nicht sehr wählerisch. Er reagiert empfindlich auf chemische und organische Verschmutzung, besonders auf Insektizide. Der Dohlenkrebs lebt im Uferbereich in Höhlen und Baumwurzeln in langsam fließenden, aber tiefen Gewässern.

## Verbreitung
Der Dohlenkrebs kam in Deutschland schon immer nur in einem eng begrenzten Gebiet des südlichen Oberrheins, des Hochrheins und in den Vorbergen des Schwarzwaldes vor, wo die nordöstliche Grenze seines Verbreitungsgebietes liegt. In der Regel kommt er östlich des Rheins nicht mehr vor. In England und Frankreich ist er die häufigste Krebsart. Die deutschen Vorkommen waren jahrelang unbekannt und wurden erst Ende der 1980er Jahre wiederentdeckt und beschrieben. In älterer Literatur finden sich aber bereits konkrete Hinweise auf seine Verbreitung in der westlichen Oberrheinebene im Elsass. In der Schweiz gibt es ihn im Crestasee und vermutlich auch im Caumasee.